# نيلينيو
نيلينيو (بالبرتغالية: Manuel Resende de Matos Cabral) (مواليد 26 يوليو 1950) هو لاعب كرة قدم. يلعب مع منتخب البرازيل لكرة القدم. سبق له أن لعب في كأس العالم لكرة القدم مع منتخب بلاده.

## روابط خارجية
- نيلينيو على موقع الاتحاد الدولي (مؤرشف)  (الإنجليزية)
- نيلينيو على موقع الاتحاد الأوربي (الإنجليزية)
- نيلينيو على موقع قاعدة بيانات كرة القدم.إي يو (الإنجليزية)
- نيلينيو على موقع ناشيونال فوتبول تيمز (الإنجليزية)
- نيلينيو على موقع عالم كرة القدم.نت (الإنجليزية)
- نيلينيو على موقع كووورة